# Kurt Bertram von Pfuel

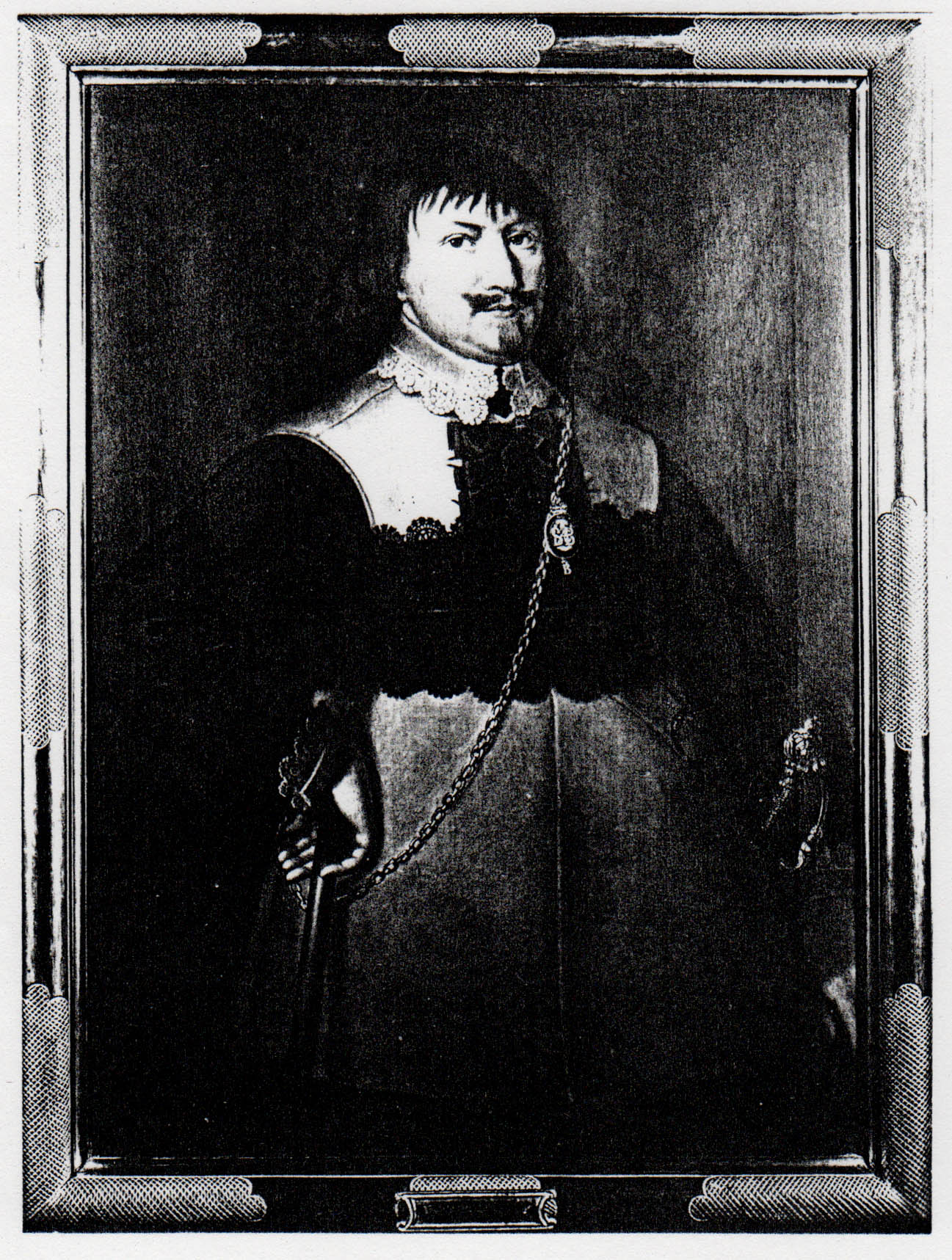
Kurt Bertram von Pfuel

Kurt Bertram von Pfuel (* 1590; † 1649) war ein kurfürstlich brandenburgischer Staatsmann und Wehrpolitiker.

## Leben
Pfuel stammte aus dem alten in Jahnsfelde in der Märkischen Schweiz ansässigen Adelsgeschlecht von Pfuel. Er war Kammerjunker des Kurfürsten Georg Wilhelm sowie Generalkriegskommissar und höchster Geheimrat des Großen Kurfürsten Friedrich Wilhelm von Brandenburg in der späteren Phase des Dreißigjährigen Krieges.
Pfuel diente in seinen jungen Jahren als Kammerjunker des Kurfürsten Georg Wilhelm. Während des Dreißigjährigen Krieges wurde Pfuel von Seiten Georg Wilhelms mehrfach zu vertraulichen diplomatischen Sendungen an Wallenstein verwandt, als dieser an den Grenzen der Mark erschien. Im Frühjahr 1626 beauftragte Georg Wilhelm Pfuel zu seiner ersten Mission. Als Pfuel Wallenstein in Halberstadt traf und ihn, im Auftrage des Kurfürsten zu bitten hatte, nicht in die Mark einzurücken, antwortete Wallenstein: „So wahr ich ein ehrlicher Mann bin, will ich dem Kurfürsten kein Widriges erweisen, nur bitte ich ihn um Gottes Willen, die Mansfeld’sche Armee (die in der Priegnitz hauste) auszuschaffen, sonst muß ich nachrücken, um den Feind zu suchen, wo ich ihn treffe.“ Im August traf Wallenstein mit 16 Regimentern in Cottbus ein. Pfuel hatte vorher die Empfangsvorbereitungen zu regeln.
Er traf Wallenstein später mehrmals unter ziemlich misslichen Umständen wieder.
Als er später in neuer Mission Wallenstein eine Vorstellung zu überreichen hatte, fuhr ihn dieser an: „Ich werde schiefericht, wenn ich solche Schriften sehe“, und im Juni 1628 berichtete Pfuel von Frankfurt a. O. nach Berlin: „er habe den General nicht sprechen können, denn dieser habe just seinen Schiefer gehabt, und nicht nur kurz vorher den Sekretair, den Kammerdiener und Edelknaben abprügeln lassen, sondern auch das Glockenläuten verboten und zugleich befohlen, alle Hunde von der Gasse zu schaffen.“
Kurt Bertram, dessen Bruder Adam und Neffe Georg Adam in schwedischen Diensten standen, gehörte der Anti-Schwarzenberg’schen Partei an. Schwarzenbergs Einfluss setzte es schließlich durch, dass Curt Bertram seiner Ämter enthoben und seine Güter eingezogen wurden. 1637 wurde unter anderem das Dorf Biesdorf, welches langjährig im Besitz der Familie Pfuel war konfisziert. Kurz nach dem Tod des Kurfürsten Georg Wilhelm, erhielt er seine Güter vom neuen Kurfürsten Friedrich Wilhelm (später „der Große Kurfürst“ genannt) zurück (Biesdorf, 1643).
Brandenburg war durch die Handlungen des Dreißigjährigen Krieges, aber auch durch die Einnistung fremder Truppen, in einem völlig desolaten Zustand. Dreiviertel der Bevölkerung war umgekommen oder geflohen. Der junge Kurfürst trat ein schwieriges Erbe an.
Pfuel verfasste im März 1644 eine Denkschrift, die sich mit der Heeresverfassung auseinandersetzte. In seinen Überlegungen bezog er antike Staatsideen mit ein, in dem er als Basis des Staates die Lehrstände (Bildungswesen), Nährstände (Landwirtschaft) und Wehrstände (Militär) sah. Besonders zu dieser Zeit war, unter dem Begriff Neostoizismus, antikes Gedankengut wieder populär und wurde mit den gegenwärtigen Herrschaftsauffassungen in Verbindung gesetzt. Pfuel war der Ansicht, dass die Schaffung eines stehenden Heeres auch den beiden anderen Ständen, jetzt am Ende des sich abzeichnenden Dreißigjährigen Krieges, wieder aufhelfen würde. In schwedischen Diensten hatte er die in Schweden übliche Dienstpflicht kennengelernt und suchte nun diese mit dem Werbesystem und der allgemeinen Wehrpflicht zu vereinen. Er schlug vor, die Bevölkerung namentlich zu erfassen und die Soldaten wirtschaftlich verträglich auszuheben. Seine Armee sollte sich aus einem Fußvolk und Reiterei als Feldarmee sowie kasernierten Festungssoldaten zusammensetzen. Die Offiziere sollten aus dem Adel kommen. Weiter sah er vor, dass die Armee von der Dorfbevölkerung nach gerechten Regeln versorgt werden sollte – Steuerbefreiung für den Hof, der Soldaten ernährte. Sein Vorschlag wies weit in die Zukunft.
Die aktuelle Situation in Brandenburg mit Seuchen, Pest, immer noch umherziehenden Soldateska ließen eine Volkszählung dieser Art nicht zu. Ihre Daten wären schon nach der Erhebung wieder hinfällig.
Im Mai 1647 ernannte ihn der Kurfürst Friedrich Wilhelm zum Geheimen Rat. In dieser Zeit machte er Vorschläge zu einer gerechteren Abgabenverteilung, gestützt auf einen Zensus. Die Kollegen im Geheimen Rat in Berlin erkannten aber nicht die Tragweite seiner Ideen und konterten mit außen- und innenpolitischen Einwänden: Die Schweden, die immer noch Pommern besetzt hielten, könnten dies als kriegerischen Akt verstehen; die Bevölkerung könne sich empören und Angst haben, man wolle ihr alles wegnehmen; die Steuerverfahren zwischen Städten und Land seien höchst unterschiedlich und schließlich sollte alte Privilegien nicht angetastet werden. Alle seine Widersacher hatten aber scheinbar vergessen, dass schon einhundert Jahre vorher eine Vermögensfeststellung ganz ähnlicher Art durchgeführt worden war.
Man kann heute sagen, dass Kurt Bertram von Pfuel "als erster Bahnbrecher moderner Staatsräson in der Mark und als Wegbereiter der späteren Innenpolitik Anerkennung seitens der Nachwelt beanspruchen" kann.
Später kaufte er sich in Sachsen an und wurde, durch weitere Verzweigung, der Stammvater der Württemberg'schen Linie. Pfuel starb 1649.